# Иван, Брет
Брет И́ван (англ. Bret Iwan; род. 10 сентября 1982, Пасадина, Калифорния) — американский актёр озвучивания, официальный голос Микки Мауса с 2009 года.

## Биография
Брет Иван родился 10 сентября 1982 года в городе Пасадина (штат Калифорния, США). Отца зовут Билл, мать — Фиона. Окончил Колледж искусства и дизайна Ринглинг со степенью «бакалавр изящных искусств», после чего устроился иллюстратором в компанию Hallmark Cards. В начале 2009 года The Walt Disney Company, в которую Иван послал своё резюме ещё после окончания колледжа, предложила ему брать уроки актёрского мастерства у официального голоса Микки Мауса — актёра Уэйна Оллвайна. Брет согласился, однако Оллвайн скончался 18 мая того же года, поэтому им так и не довелось ни разу встретиться. После этого Иван стал новым голосом Микки Мауса автоматически.
Первый раз Иван озвучил Микки Мауса для шоу Disney On Ice: Celebrations и Disney Live: Rockin' Road Show в зоологическом парке развлечений Царство животных Диснея. Затем Иван стал озвучивать Микки Мауса в англоязычных адаптациях игр серии Kingdom Hearts, всех других играх и мультсериалах с участием этого персонажа.
Брет Иван начал озвучивать Микки Мауса в 26 лет, столько же лет было и Уолту Диснею, когда он начал озвучивать этого персонажа. Другие два официальных голоса Микки Мауса, Джимми Макдональд и Уэйн Оллвайн, начали делать это в более зрелом возрасте.

## Озвучивание Микки Мауса
Телевидение
- 2009—2012 — Шутки-минутки[англ.] / Have a Laugh! (в 60 эпизодах)
- 2010—2015 — Клуб Микки Мауса / Mickey Mouse Clubhouse (в 20 эпизодах)
- 2011—2016 — Минни-мультики[англ.] / Minnie’s Bow-Toons (в 40 эпизодах)
- 2017—2021 — Микки и весёлые гонки / Микки Маус: Мир приключений / Mickey and the Roadster Racers / Mickey Mouse Mixed-Up Adventures (в 87 эпизодах)
- 2021 — н.в. — Дом смеха Микки Мауса[англ.] / Mickey Mouse Funhouse

Компьютерные игры
- 2010 — Kingdom Hearts Birth by Sleep
- 2010 — Kingdom Hearts Re: coded
- 2010 — Epic Mickey
- 2011 — Kinect: Disneyland Adventures[англ.]
- 2012 — Kingdom Hearts 3D: Dream Drop Distance
- 2012 — Epic Mickey 2: The Power of Two
- 2012 — Epic Mickey: Power of Illusion[англ.]
- 2013 — Kingdom Hearts HD 1.5 Remix
- 2013 — Disney Magical World
- 2013 — Disney Infinity
- 2013 — Castle of Illusion Starring Mickey Mouse
- 2014 — Disney Infinity: Marvel Super Heroes[англ.]
- 2014 — Kingdom Hearts HD 2.5 Remix[англ.]
- 2015 — Disney Infinity 3.0[англ.]
- 2016 — Disney Magic Kingdoms
- 2017 — Kingdom Hearts HD 2.8 Final Chapter Prologue[англ.]
- 2019 — Kingdom Hearts III
- 2020 — Kingdom Hearts: Melody of Memory

Парки развлечений
- Царство животных Диснея[англ.] — в шоу Disney On Ice: Celebrations и Disney Live: Rockin' Road Show
- Волшебное королевство[англ.] — на аттракционе Tomorrowland Transit Authority PeopleMover[англ.]